# Oberliga (německá fotbalová soutěž)
Oberliga je od sezony 2008/09 pátá nejvyšší ligová úroveň v německém ligovém systému a zároveň druhá, která není celostátní. Dělí se do dvanácti regionálních soutěží - Baden-Württemberg, Bayern (sk. Sever a Jih), Bremen, Hamburg, Hessen, Mittelrhein, Niederrhein, Niedersachsen, Nordost (sk. Sever a Jih), Rheinland-Pfalz/Saar, Schleswig-Holstein, Westfalen.
V letech 1945 – 1963 byla Oberliga nejvyšší fotbalovou soutěží v Německu.

## Mistři 1945 – 1963 (1. nejvyšší soutěž)
| Rok  | Nord         | West              | Südwest              | Süd                 | Berlin                  |
| ---- | ------------ | ----------------- | -------------------- | ------------------- | ----------------------- |
| 1946 | –            | –                 | 1. FC Saarbrücken    | VfB Stuttgart       | SG Wilmersdorf          |
| 1947 | –            | –                 | 1. FC Kaiserslautern | 1. FC Nürnberg      | SG Charlottenburg       |
| 1948 | Hamburger SV | Borussia Dortmund | 1. FC Kaiserslautern | 1. FC Nürnberg      | Union Oberschöneweide   |
| 1949 | Hamburger SV | Borussia Dortmund | 1. FC Kaiserslautern | Kickers Offenbach   | Berliner SV 1892        |
| 1950 | Hamburger SV | Borussia Dortmund | 1. FC Kaiserslautern | SpVgg Fürth         | Tennis Borussia Berlin  |
| 1951 | Hamburger SV | FC Schalke 04     | 1. FC Kaiserslautern | 1. FC Nürnberg      | Tennis Borussia Berlin  |
| 1952 | Hamburger SV | Rot-Weiss Essen   | 1. FC Saarbrücken    | VfB Stuttgart       | Tennis Borussia Berlin  |
| 1953 | Hamburger SV | Borussia Dortmund | 1. FC Kaiserslautern | Eintracht Frankfurt | SC Union 06 Berlin      |
| 1954 | Hannover 96  | 1. FC Köln        | 1. FC Kaiserslautern | VfB Stuttgart       | Berliner SV 92          |
| 1955 | Hamburger SV | Rot-Weiss Essen   | 1. FC Kaiserslautern | Kickers Offenbach   | BFC Viktoria 1889       |
| 1956 | Hamburger SV | Borussia Dortmund | 1. FC Kaiserslautern | Karlsruher SC       | BFC Viktoria 1889       |
| 1957 | Hamburger SV | Borussia Dortmund | 1. FC Kaiserslautern | 1. FC Nürnberg      | Hertha BSC              |
| 1958 | Hamburger SV | FC Schalke 04     | FK Pirmasens         | Karlsruher SC       | Tennis Borussia Berlin  |
| 1959 | Hamburger SV | Westfalia Herne   | FK Pirmasens         | Eintracht Frankfurt | SC Tasmania 1900 Berlin |
| 1960 | Hamburger SV | 1. FC Köln        | FK Pirmasens         | Karlsruher SC       | SC Tasmania 1900 Berlin |
| 1961 | Hamburger SV | 1. FC Köln        | 1. FC Saarbrücken    | 1. FC Nürnberg      | Hertha BSC              |
| 1962 | Hamburger SV | 1. FC Köln        | Borussia Neunkirchen | 1. FC Nürnberg      | SC Tasmania 1900 Berlin |
| 1963 | Hamburger SV | 1. FC Köln        | 1. FC Kaiserslautern | TSV 1860 München    | Hertha BSC              |

## Mistři 1974 – 1994 (3. nejvyšší soutěž)
| Rok  | Regionalverband Nord   | Regionalverband West                                           | Regionalverband Südwest | Regionalverband Süd                                                                            | Berlin / Regionalverband Nordost                                               |
| ---- | ---------------------- | -------------------------------------------------------------- | ----------------------- | ---------------------------------------------------------------------------------------------- | ------------------------------------------------------------------------------ |
| 1975 | VfB Oldenburg          | –                                                              | –                       | –                                                                                              | –                                                                              |
| 1976 | Arminia Hannover       | –                                                              | –                       | –                                                                                              | –                                                                              |
| 1977 | Bremerhaven 93         | –                                                              | –                       | –                                                                                              | –                                                                              |
| 1978 | OSV Hannover           | –                                                              | –                       | –                                                                                              | –                                                                              |
| 1979 | OSV Hannover           | Nordrhein: Rot-Weiß Oberhausen Westfalen: SC Herford           | Röchling Völklingen     | Hessen: VfR Bürstadt Baden-Württemberg: SSV Ulm 1846 Bayern: ESV Ingolstadt-Ringsee            | Berlin: Hertha Zehlendorf                                                      |
| 1980 | VfB Oldenburg          | Nordrhein: 1. FC Bocholt Westfalen: SpVgg Erkenschwick         | Borussia Neunkirchen    | Hessen: KSV Hessen Kassel Baden-Württemberg: VfB Stuttgart Am. Bayern: FC Augsburg             | Berlin: BFC Preussen                                                           |
| 1981 | FC St. Pauli           | Nordrhein: 1. FC Köln Am. Westfalen: 1. FC Paderborn           | 1. FSV Mainz 05         | Hessen: SC Viktoria Griesheim Baden-Württemberg: SV Sandhausen Bayern: MTV Ingolstadt          | Berlin: BFC Preussen                                                           |
| 1982 | Werder Bremen Am.      | Nordrhein: BV 08 Lüttringhausen Westfalen: TuS Schloß Neuhaus  | FC 08 Homburg           | Hessen: FSV Frankfurt Baden-Württemberg: SSV Ulm 1846 Bayern: FC Augsburg                      | Berlin: Tennis Borussia Berlin                                                 |
| 1983 | FC St. Pauli           | Nordrhein: Rot-Weiß Oberhausen Westfalen: SC Eintracht Hamm    | 1. FC Saarbrücken       | Hessen: VfR Bürstadt Baden-Württemberg: SSV Ulm 1846 Bayern: SpVgg Unterhaching                | Berlin: SC Charlottenburg                                                      |
| 1984 | SV Werder Bremen Am.   | Nordrhein: 1. FC Bocholt Westfalen: FC Gütersloh               | FC 08 Homburg           | Hessen: VfR Bürstadt Baden-Württemberg: Freiburger FC Bayern: TSV 1860 München                 | Berlin: Blau-Weiß 90 Berlin                                                    |
| 1985 | VfL Osnabrück          | Nordrhein: Rot-Weiss Essen Westfalen: Eintracht Hamm           | FSV Salmrohr            | Hessen: Viktoria Aschaffenburg Baden-Württemberg: SV Sandhausen Bayern: SpVgg Bayreuth         | Berlin: Tennis Borussia Berlin                                                 |
| 1986 | FC St. Pauli           | Nordrhein: Rot-Weiss Essen Westfalen: ASC Schöppingen          | Wormatia Worms          | Hessen: Kickers Offenbach Baden-Württemberg: SSV Ulm 1846 Bayern: SpVgg Landshut               | Berlin: SC Charlottenburg                                                      |
| 1987 | SV Meppen              | Nordrhein: BVL 08 Remscheid Westfalen: SpVgg Erkenschwick      | Eintracht Trier         | Hessen: Kickers Offenbach Baden-Württemberg: SV Sandhausen Bayern: SpVgg Bayreuth              | Berlin: Hertha BSC                                                             |
| 1988 | Eintracht Braunschweig | Nordrhein: MSV Duisburg Westfalen: Preußen Münster             | 1. FSV Mainz 05         | Hessen: Viktoria Aschaffenburg Baden-Württemberg: FV 09 Weinheim Bayern: SpVgg Unterhaching    | Berlin: Hertha BSC                                                             |
| 1989 | TSV Havelse            | Nordrhein: MSV Duisburg Westfalen: Preußen Münster             | SV Edenkoben            | Hessen: KSV Hessen Kassel Baden-Württemberg: SSV Reutlingen 05 Bayern: SpVgg Unterhaching      | Berlin: Reinickendorfer Füchse                                                 |
| 1990 | VfB Oldenburg          | Nordrhein: Wuppertaler SV Westfalen: Arminia Bielefeld         | 1. FSV Mainz 05         | Hessen: Rot-Weiss Frankfurt Baden-Württemberg: Karlsruher SC Am. Bayern: 1. FC Schweinfurt 05  | Berlin: Reinickendorfer Füchse                                                 |
| 1991 | VfL Wolfsburg          | Nordrhein: FC Remscheid Westfalen: SC Verl                     | Borussia Neunkirchen    | Hessen: KSV Hessen Kassel Baden-Württemberg: 1. FC Pforzheim Bayern: TSV 1860 München          | Berlin: Tennis Borussia Berlin                                                 |
| 1992 | VfL Wolfsburg          | Nordrhein: Wuppertaler SV Westfalen: Preußen Münster           | FSV Salmrohr            | Hessen: Viktoria Aschaffenburg Baden-Württemberg: SSV Reutlingen 05 Bayern: SpVgg Unterhaching | Nord: FC Berlin Mitte: 1. FC Union Berlin Süd: FSV Zwickau                     |
| 1993 | VfL Herzlake           | Nordrhein: Rot-Weiss Essen Westfalen: Preußen Münster          | Eintracht Trier         | Hessen: Kickers Offenbach Baden-Württemberg: SSV Ulm 1846 Bayern: TSV 1860 München             | Nord: Tennis Borussia Berlin Mitte: 1. FC Union Berlin Süd: FC Sachsen Leipzig |
| 1994 | Kickers Emden          | Nordrhein: Fortuna Düsseldorf Westfalen: TuS Paderborn-Neuhaus | Eintracht Trier         | Hessen: FSV Frankfurt Baden-Württemberg: SSV Ulm 1846 Bayern: FC Augsburg                      | Nord: BSV Brandenburg Mitte: 1. FC Union Berlin Süd: FSV Zwickau               |

## Mistři 1994 – 2008 (4. nejvyšší soutěž)
| Rok  | Regionalverband Nord                                 | Regionalverband West                                                   | Regionalverband Südwest  | Regionalverband Süd                                                                             | Regionalverband Nordost                            |
| ---- | ---------------------------------------------------- | ---------------------------------------------------------------------- | ------------------------ | ----------------------------------------------------------------------------------------------- | -------------------------------------------------- |
| 1995 | HH/SH: FC St. Pauli Am. NI/HB: BV Cloppenburg        | Nordrhein: Rot-Weiß Oberhausen Westfalen: FC Gütersloh                 | 1. FC Kaiserslautern Am. | Hessen: SC Neukirchen Baden-Württemberg: SV Sandhausen Bayern: Wacker Burghausen                | Nord: FSV 90 Velten Süd: Wacker Nordhausen         |
| 1996 | HH/SH: Altona 93 NI/HB: SF Ricklingen                | Nordrhein: Germania Teveren Westfalen: TuS Ahlen                       | SV 07 Elversberg         | Hessen: Borussia Fulda Baden-Württemberg: Karlsruher SC Am. Bayern: SC Weismain                 | Nord: SC Charlottenburg Süd: VFC Plauen            |
| 1997 | HH/SH: VfL 93 Hamburg NI/HB: Eintracht Nordhorn      | Nordrhein: Bonner SC Westfalen: Sportfreunde Siegen                    | 1. FC Kaiserslautern Am. | Hessen: SV Wehen Taunusstein Baden-Württemberg: VfL Kirchheim/Teck Bayern: TSV 1860 München Am. | Nord: SV Babelsberg 03 Süd: 1. FC Magdeburg        |
| 1998 | HH/SH: Holstein Kiel NI/HB: Lüneburger SK            | Nordrhein: Bayer 04 Leverkusen Am. Westfalen: Borussia Dortmund Am.    | SV 07 Elversberg         | Hessen: FSV Frankfurt Baden-Württemberg: VfB Stuttgart Am. Bayern: 1. FC Schweinfurt 05         | Nord: SD Croatia Berlin Süd: Dresdner SC           |
| 1999 | HH/SH: FC St. Pauli Am. NI/HB: 1. SC Göttingen 05    | Nordrhein: Rot-Weiss Essen Westfalen: VfL Bochum Am.                   | FK Pirmasens             | Hessen: SV Darmstadt 98 Baden-Württemberg: VfR Aalen Bayern: SV Lohhof                          | Nord: Hertha BSC Am. Süd: VfL Halle 1896           |
| 2000 | HH/SH: TuS Felde NI/HB: Kickers Emden                | Nordrhein: Wuppertaler SV Westfalen: VfB Hüls                          | Borussia Neunkirchen     | Hessen: KSV Klein-Karben Baden-Württemberg: SV Sandhausen Bayern: SSV Jahn Regensburg           | Nord: Hansa Rostock Am. Süd: FSV Hoyerswerda       |
| 2001 | HH/SH: Holstein Kiel NI/HB: 1. SC Göttingen 05       | Nordrhein: Bayer 04 Leverkusen Am. Westfalen: SC Paderborn 07          | 1. FC Kaiserslautern Am. | Hessen: SC Borussia 04 Fulda Baden-Württemberg: TSG 1899 Hoffenheim Bayern: SpVgg Ansbach 09    | Nord: BFC Dynamo Süd: 1. FC Magdeburg              |
| 2002 | HH/SH: Hamburger SV Am. NI/HB: VfB Oldenburg         | Nordrhein: 1. FC Köln Am. Westfalen: Borussia Dortmund Am.             | Borussia Neunkirchen     | Hessen: Eintracht Frankfurt Am. Baden-Württemberg: SC Pfullendorf Bayern: FC Augsburg           | Nord: Hertha BSC Am. Süd: Dynamo Dresden           |
| 2003 | HH/SH: FC St. Pauli Am. NI/HB: Kickers Emden         | Nordrhein: Wuppertaler SV Westfalen: FC Schalke 04 Am.                 | 1. FSV Mainz 05 Am.      | Hessen: 1. FC Eschborn Baden-Württemberg: VfB Stuttgart Am. Bayern: 1. SC Feucht                | Nord: FC Schönberg 95 Süd: FC Sachsen Leipzig      |
| 2004 | HH/SH: SV Holstein Kiel Am. NI/HB: VfL Wolfsburg Am. | Nordrhein: SSVg Velbert Westfalen: Arminia Bielefeld Am.               | TuS Koblenz              | Hessen: SV Darmstadt 98 Baden-Württemberg: FC Nöttingen Bayern: TSV 1860 München Am.            | Nord: Hertha BSC Am. Süd: VFC Plauen               |
| 2005 | Kickers Emden                                        | Nordrhein: Bayer 04 Leverkusen Am. Westfalen: SG Wattenscheid 09       | Borussia Neunkirchen     | Hessen: 1. FC Eschborn Baden-Württemberg: Karlsruher SC Am. Bayern: SpVgg Bayreuth              | Nord: FC Hansa Rostock Am. Süd: FC Carl Zeiss Jena |
| 2006 | SV Wilhelmshaven                                     | Nordrhein: Borussia Mönchengladbach II Westfalen: Borussia Dortmund II | FK Pirmasens             | Hessen: KSV Hessen Kassel Baden-Württemberg: SSV Reutlingen 05 Bayern: FC Ingolstadt 04         | Nord: 1. FC Union Berlin Süd: 1. FC Magdeburg      |
| 2007 | VfL Wolfsburg Am.                                    | Nordrhein: Rot-Weiß Oberhausen Westfalen: SC Verl                      | FSV Oggersheim           | Hessen: FSV Frankfurt Baden-Württemberg: SV Sandhausen Bayern: SSV Jahn Regensburg              | Nord: SV Babelsberg 03 Süd: Energie Cottbus II     |
| 2008 | Holstein Kiel                                        | Nordrhein: Borussia Mönchengladbach II Westfalen: Preußen Münster      | 1. FSV Mainz 05 II       | Hessen: SV Darmstadt 98 Baden-Württemberg: SC Freiburg II Bayern: SpVgg Bayreuth                | Nord: Hertha BSC II Süd: Hallescher FC             |

## Mistři 2008 – dosud (5. nejvyšší soutěž)
| Rok  | Regionalverband Nord | Regionalverband West                                                                             | Regionalverband Südwest | Regionalverband Süd | Regionalverband Nordost                                       |
| ---- | --- | ------------------------------------------------------------------------------------------------ | ----------------------- | --- | ------------------------------------------------------------- |
| 2009 | Hamburg: SC Victoria Hamburg Schleswig-Holstein: Holstein Kiel II Niedersachsen-West: VfB Oldenburg Niedersachsen-Ost: Goslarer SC 08 Bremen: Brinkumer SV            | Bonner SC                                                                                        | 1. FC Saarbrücken       | Hessen: SC Waldgirmes Baden-Württemberg: SG Sonnenhof Großaspach Bayern: SpVgg Weiden                                          | Nord: Tennis Borussia Berlin Süd: ZFC Meuselwitz              |
| 2010 | Hamburg: SC Victoria Hamburg Schleswig-Holstein: Holstein Kiel II Niedersachsen-West: TSV Havelse Niedersachsen-Ost: Eintr. Braunschweig II Bremen: Werder Bremen III | SC Wiedenbrück 2000                                                                              | FC 08 Homburg           | Hessen: FSV Frankfurt II Baden-Württemberg: TSG 1899 Hoffenheim II Bayern: FC Memmingen                                        | Nord: Energie Cottbus II Süd: RB Leipzig                      |
| 2011 | Hamburg: FC St. Pauli II Schleswig-Holstein: VfR Neumünster Niedersachsen: SV Meppen Bremen: Werder Bremen III                                                        | Rot-Weiss Essen                                                                                  | SC 07 Idar-Oberstein    | Hessen: FC Bayern Alzenau Baden-Württemberg: SV Waldhof Mannheim Bayern: FC Ismaning                                           | Nord: Torgelower SV Greif Süd: VfB Germania Halberstadt       |
| 2012 | Hamburg: SC Victoria Hamburg Schleswig-Holstein: VfR Neumünster Niedersachsen: Goslarer SC 08 Bremen: FC Oberneuland                                                  | FC Viktoria Köln                                                                                 | FC 08 Homburg           | Hessen: 1. FC Eschborn Baden-Württemberg: SSV Ulm 1846 Bayern: TSV 1860 Rosenheim                                              | Nord: Hansa Rostock II Süd: FSV Zwickau                       |
| 2013 | Hamburg: FC Elmshorn Schleswig-Holstein: SV Eichede Niedersachsen: Eintracht Braunschweig II Bremen: Werder Bremen III                                                | Mittelrhein: FC Hennef 05 Niederrhein: KFC Uerdingen 05 Westfalen: SV Lippstadt 08               | SVN Zweibrücken         | Hessen: KSV Baunatal Baden-Württemberg: SpVgg Neckarelz Bayern-Nord: 1. FC Schweinfurt 05 Bayern-Süd: SV Schalding-Heining     | Nord: Berliner FC Viktoria 1889 Süd: FSV Wacker 90 Nordhausen |
| 2014 | Hamburg: TuS Dassendorf Schleswig-Holstein: VfB Lübeck Niedersachsen: Lüneburger SK Hansa Bremen: Bremer SV                                                           | Mittelrhein: FC Hennef 05 Niederrhein: SV Hönnepel-Niedermörmter Westfalen: Arminia Bielefeld II | FK Pirmasens            | Hessen: TGM SV Jügesheim Baden-Württemberg: FC-Astoria Walldorf Bayern-Nord: SpVgg Oberfranken Bayreuth Bayern-Süd: BC Aichach | Nord: BFC Dynamo Süd: FSV Budissa Bautzen                     |
| 2015 | Hamburg: TuS Dassendorf Schleswig-Holstein: TSV Schilksee Niedersachsen: SV Drochtersen/Assel Bremen: Bremer SV                                                       | Mittelrhein: FC Wegberg-Beeck Niederrhein: SSVg Velbert Westfalen: TuS Erndtebrück               | SV Saar 05 Saarbrücken  | Hessen: TSV Steinbach Baden-Württemberg: SV Spielberg Bayern-Nord: Viktoria Aschaffenburg Bayern-Süd: TSV 1896 Rain            | Nord: FSV Optik Rathenow Süd: RB Leipzig II                   |
| 2016 | Hamburg: TuS Dassendorf Schleswig-Holstein: SV Eichede Niedersachsen: Lupo-Martini Wolfsburg Bremen: Bremer SV                                                        | Mittelrhein: Bonner SC Niederrhein: Wuppertaler SV Westfalen: Sportfreunde Siegen                | TuS Koblenz             | Hessen: Teutonia Watzenborn-Steinberg Baden-Württemberg: SSV Ulm 1846 Bayern-Nord: SV Seligenporten Bayern-Süd: VfR Garching   | Nord: FSV Union Fürstenwalde Süd: 1. FC Lokomotive Leipzig    |